# Intel Developer Forum

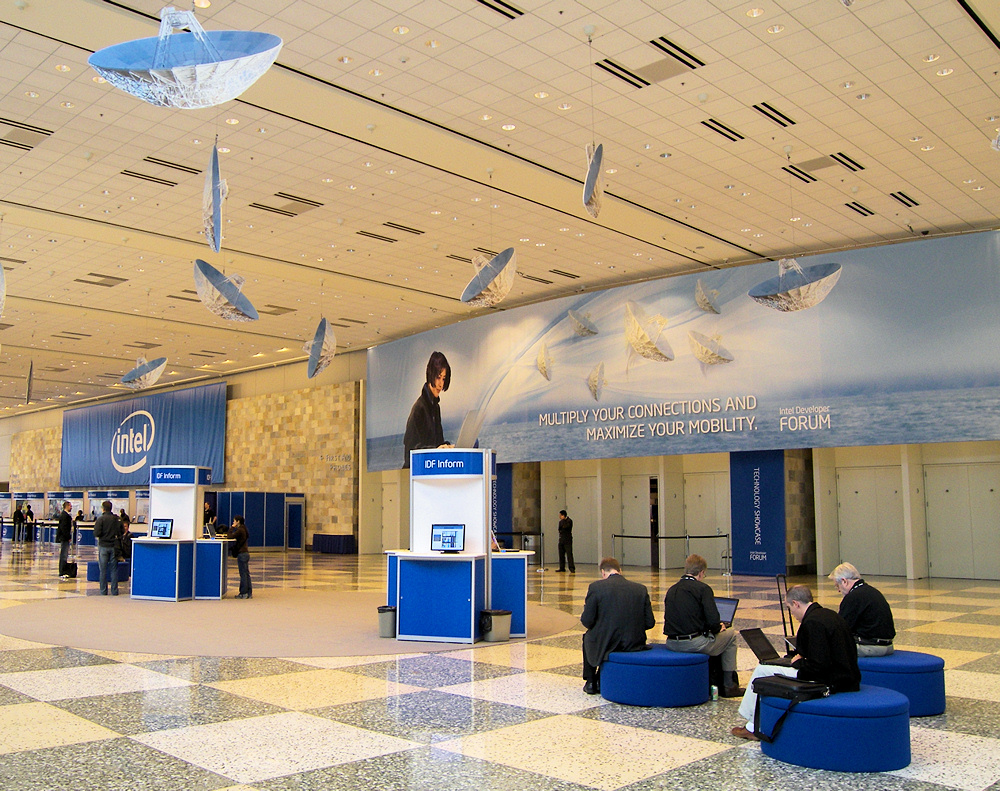
Intel Developer Forum in San Francisco im Herbst 2007

Das Intel Developer Forum (IDF) war ein Zusammentreffen von Technologen, um Intel-Produkte sowie auf Intel-Hardware basierende Produkte zu diskutieren. Das erste IDF wurde 1997 durchgeführt, das letzte 2016. In der Regel fand je ein IDF im Frühling und im Herbst statt. 
Um die Bedeutung Chinas zu unterstreichen, wurde das IDF im Frühling 2007 in Peking statt in San Francisco abgehalten. Das Herbstevent wurde zwischen San Francisco und Taipei im September bzw. Oktober 2007 aufgeteilt. Für 2008 waren drei IDF geplant, wobei bemerkenswerterweise das Event in San Francisco auf August verschoben wurde. In den vorangegangenen Jahren wurde die Veranstaltung in großen Städten wie San Francisco, Mumbai, Bangalore, Moskau, Kairo, São Paulo und Tokio abgehalten.
Im April 2017 sagte Intel das für den 15. bis 17. August in San Francisco stattfindende IDF17 ab und will auch künftig keine allumfassenden Entwicklerkonferenzen mehr abhalten. Das IDF im August 2016 in San Francisco war das letzte dieser Art.

## Veranstaltungsdaten
- 2007
  - 17.–18. April 2007: Peking, China
  - 18.–20. September 2007: San Francisco, USA (erste Core i7 auf Basis der Nehalem-Architektur vorgestellt)
  - 15.–16. Oktober 2007: Taipeh, Taiwan
- 2008
  - 02.–03. April 2008: Shanghai, China (Atom-Prozessor vorgestellt, Prägung des Begriffes Netbook)
  - 19.–21. August 2008: San Francisco, USA
  - 20.–21. Oktober 2008: Taipeh, Taiwan
- 2009
  - 00.–08. April 2009: Peking, China
  - 22.–24. September 2009: San Francisco, USA (Light Peak, erste Nehalem-CPUs (Clarksfield) für Notebooks vorgestellt)
- 2010
  - 13.–14. April 2010: Peking, China
  - 13.–15. September 2010: San Francisco, USA
- 2011
  - 12.–13. April 2011: Peking, China
  - 13.–15. September 2011: San Francisco, USA
- 2012
  - 11.–12. April 2012: Peking, China
  - 00.–15. Mai 2012: São Paulo, Brasilien
  - 11.–13. September 2012: San Francisco, USA
- 2013
  - 10.–11. April 2013: Peking, China
  - 10.–12. September 2013: San Francisco, USA
- 2014
  - 08.–10. März 2014: Shenzhen, China
  - 11.–14. Juni 2014: San Francisco, USA
- 2015
  - 07.–10. April 2015: Shenzhen, China
  - 18.–20. August 2015: San Francisco, USA
- 2016
  - 13.–14. April 2016: Shenzen, China
  - 16.–18. August 2016: San Francisco, USA